# Карменвілл
Карменвілл (англ. Carmanville) — містечко в Канаді, у провінції Ньюфаундленд і Лабрадор.

## Населення
За даними перепису 2016 року, містечко нараховувало 740 осіб, показавши зростання на 0,4%, порівняно з 2011-м роком. Середня густина населення становила 17,2 осіб/км².
З офіційних мов обидвома одночасно володіли 10 жителів, тільки англійською — 730. Усього 5 осіб вважали рідною мовою не одну з офіційних.
Працездатне населення становило 53,5% усього населення, рівень безробіття — 33,8% (41,7% серед чоловіків та 25,8% серед жінок). 92,6% осіб були найманими працівниками, а 0% — самозайнятими.
Середній дохід на особу становив $33 606 (медіана $22 784), при цьому для чоловіків — $44 201, а для жінок $22 078 (медіани — $34 752 та $17 771 відповідно).
27,8% мешканців мали закінчену шкільну освіту, не мали закінченої шкільної освіти — 40,5%, 32,5% мали післяшкільну освіту, з яких 17,1% мали диплом бакалавра, або вищий.
| Статево-вікова структура населення | Статево-вікова структура населення | Статево-вікова структура населення | Статево-вікова структура населення | Статево-вікова структура населення |
| ---------------------------------- | ---------------------------------- | ---------------------------------- | ---------------------------------- | ---------------------------------- |
|                                    |                                    |                                    |                                    |                                    |
| Всього                             | Всього                             | 49,3%50,7%                         |                                    |                                    |
| 0 — 14 років                       | 0 — 14 років                       |                                    | 14,1%                              | 14,1%                              |
| 15 — 64 років                      | 15 — 64 років                      |                                    | 61,7%                              | 61,7%                              |
| 65 і більше                        | 65 і більше                        |                                    | 24,2%                              | 24,2%                              |
| 85 і більше                        | 85 і більше                        |                                    | 2%                                 | 2%                                 |
| Середній вік (років)               | Середній вік (років)               | 46,645,0                           | 45,8                               | 45,8                               |
| Медіана (років)                    | Медіана (років)                    | 49,447,8                           | 48,7                               | 48,7                               |
| — чоловіки — жінки                 |                                    |                                    |                                    |                                    |

| Походження мешканців:     | Походження мешканців:     | Походження мешканців: | Походження мешканців: | Походження мешканців: |
| ------------------------- | ------------------------- | --------------------- | --------------------- | --------------------- |
| Походження                |                           |                       | осіб                  | %                     |
| Корінні американці        | Корінні американці        |                       | 90                    | 12.24%                |
| Інше північноамериканське | Інше північноамериканське |                       | 480                   | 65.31%                |
| Європейське               | Європейське               |                       | 320                   | 43.54%                |
| британське                | британське                |                       | 305                   | 41.5%                 |
| французьке                | французьке                |                       | 10                    | 1.36%                 |
| Африканське               | Африканське               |                       | 15                    | 2.04%                 |

| Зайнятість населення за галузями (за класифікацією NOC): | Зайнятість населення за галузями (за класифікацією NOC): | Зайнятість населення за галузями (за класифікацією NOC): | Зайнятість населення за галузями (за класифікацією NOC): | Зайнятість населення за галузями (за класифікацією NOC): |
| -------------------------------------------------------- | -------------------------------------------------------- | -------------------------------------------------------- | -------------------------------------------------------- | -------------------------------------------------------- |
|                                                          |                                                          |                                                          |                                                          |                                                          |
| Управління                                               | Управління                                               |                                                          | 3,2%                                                     | 3,2%                                                     |
| Бізнес, фінанси та адміністрування                       | Бізнес, фінанси та адміністрування                       |                                                          | 4,8%                                                     | 4,8%                                                     |
| Природничі та прикладні науки                            | Природничі та прикладні науки                            |                                                          | 4,8%                                                     | 4,8%                                                     |
| Охорона здоров'я                                         | Охорона здоров'я                                         |                                                          | 9,5%                                                     | 9,5%                                                     |
| Освіта, правозахист, муніципальні та урядові служби      | Освіта, правозахист, муніципальні та урядові служби      |                                                          | 17,5%                                                    | 17,5%                                                    |
| Мистецтво, культура, відпочинок та спорт                 | Мистецтво, культура, відпочинок та спорт                 |                                                          | 3,2%                                                     | 3,2%                                                     |
| Роздрібна торгівля та послуги                            | Роздрібна торгівля та послуги                            |                                                          | 14,3%                                                    | 14,3%                                                    |
| Гуртова торгівля, транспорт та обладнання                | Гуртова торгівля, транспорт та обладнання                |                                                          | 33,3%                                                    | 33,3%                                                    |
| Природні ресурси, сільське господарство                  | Природні ресурси, сільське господарство                  |                                                          | 4,8%                                                     | 4,8%                                                     |
| Виробництво                                              | Виробництво                                              |                                                          | 6,3%                                                     | 6,3%                                                     |

## Клімат
Середня річна температура становить 4,2°C, середня максимальна – 19,5°C, а середня мінімальна – -12,9°C. Середня річна кількість опадів – 1 067 мм.
| Клімат поселення                              | Клімат поселення | Клімат поселення | Клімат поселення | Клімат поселення | Клімат поселення | Клімат поселення | Клімат поселення | Клімат поселення | Клімат поселення | Клімат поселення | Клімат поселення | Клімат поселення | Клімат поселення |
| Показник                                      | Січ.             | Лют.             | Бер.             | Квіт.            | Трав.            | Черв.            | Лип.             | Серп.            | Вер.             | Жовт.            | Лист.            | Груд.            |                  |
| Середній максимум, °C                         | −1,88            | −2,4             | 1,58             | 6,88             | 11,97            | 16,78            | 19,41            | 19,45            | 14,76            | 9,53             | 4,76             | −0,43            |                  |
| Середня температура, °C                       | −7,1             | −7,62            | −3,63            | 1,65             | 6,75             | 11,56            | 16,20            | 16,23            | 11,54            | 6,30             | 1,55             | −3,66            |                  |
| Середній мінімум, °C                          | −12,3            | −12,85           | −8,85            | −3,56            | 1,55             | 6,33             | 12,97            | 13,00            | 8,31             | 3,08             | −1,68            | −6,89            |                  |
| Норма опадів, мм                              | 85               | 80               | 77               | 81               | 78               | 83               | 89               | 102              | 108              | 96               | 96               | 92               |                  |
| Середньомісячна швидкість вітру, м/с          | 5.75             | 5.55             | 5.55             | 5.37             | 5.00             | 4.79             | 4.44             | 4.56             | 5.02             | 5.43             | 5.65             | 5.84             |                  |
| Середньомісячна сонячна радіація, кДж/м²·день | 3591             | 6516             | 10546            | 14189            | 17220            | 19053            | 18768            | 15746            | 11514            | 6735             | 3805             | 2714             |                  |
| --------------------------------------------- | ---------------- | ---------------- | ---------------- | ---------------- | ---------------- | ---------------- | ---------------- | ---------------- | ---------------- | ---------------- | ---------------- | ---------------- | ---------------- |
| Джерело:                                      |                  |                  |                  |                  |                  |                  |                  |                  |                  |                  |                  |                  |                  |